# 川內級輕巡洋艦
川內級輕巡洋艦是日本帝國海軍的輕巡洋艦。同型艦3艘。

## 概要
川內級輕巡洋艦是八八艦隊輔助艦艇建造計畫中，最後一代的5500噸級輕巡洋艦，原定建造8艘。
5,500噸級輕巡洋艦造艦計畫是依循八八艦隊案運作，然而1920年代過度擴軍且不產石油的日本，赫然發現全重油鍋爐軍艦雖然輸出動力大增，但重油成本非常高昂，日本國力平時消耗不起。結果就出現川內級這種反祖艦種，川內級與其它輕巡洋艦外觀最明顯相異處就是長短粗細不一的四根煙囪，會出現這狀況則是因為川內級恢復運用油煤混燒水管鍋爐，減低平日航行成本。當時日本海軍考慮到其可獲得的石油資源不足且主力艦數量龐大，為減輕燃料負擔，一反常理地採用了更多的燃煤鍋爐。（其中1號煙囪最細最長，與後續幾個煙囪間安裝有魚雷發射管，3號煙囪直徑最粗）
在1920年代的日本巡洋艦，仍保有施放漂浮式水雷的功能，為了避免誤觸自己施放的一號水雷，日本輕巡洋艦設計了特別的匙型艦艏，這個外觀在川內號與神通號上仍保持；但是到那珂號時，佈雷任務的順位已經不再優先，因此艦艏設計變成呈S形弧度的設計。使用該設計的5,500噸級輕巡洋艦除那珂號外，就只有1927年美保關事件把艦艏撞爛的神通號，這也是分辨艦艇的主要特色。
川內級原定新建8艘，但因1922年簽訂華盛頓海軍條約決定了巡洋艦的總噸位分配上限，加上條約明定了巡洋艦在噸位與主炮口徑的上限，因此在最大限制噸位下尋求極限火力投射性能，後來稱為重巡洋艦這種分類的艦艇日趨重要；最後帝國海軍決定優先建造7100噸級古鷹級偵查巡洋艦，因此只有川內、神通、那珂三艦完工，分配給川內級的艦名後來也轉用到古鷹級上，如加古號重巡洋艦。

## 改裝
友鶴事件發生後，垂直船首的川內號進行改裝，並將四個煙囪截為等長。
神通、那珂兩艦在1940-1941年間接受改良計畫，將原本4組610公厘雙連裝魚雷發射管更換為2組4連裝610公厘魚雷發射管，除了獲得九三式魚雷強化魚雷武裝外，原先的發射管位置則改為起居空間也改善極度壅塞的居住空間，川內號則沒有時間接受這項改裝。

## 同級艦
| 艦名                      | 造船廠                                                                          | 動工                                                                            | 下水                                                                            | 成軍                                                                            | 結局                                                                            |
| 川内                      | 三菱重工長崎造船所                                                              | 1922年2月16日                                                                   | 1923年10月30日                                                                  | 1924年4月29日                                                                   | 1943年11月2日在布干維爾島附近爆發的奧古斯塔皇后灣海戰中遭擊沉                   |
| 神通                      | 川崎重工神戶造船廠                                                              | 1922年8月4日                                                                    | 1923年12月8日                                                                   | 1925年7月31日                                                                   | 1943年7月13日戰沉於科隆班加拉海戰                                               |
| 那珂                      | 橫濱船渠                                                                        | 1922年6月10日                                                                   | 1925年3月24日                                                                   | 1925年11月30日                                                                  | 1944年2月17日在特魯克群島以西遭到美機炸沉                                       |
| 加古                      | 佐世保海軍工廠                                                                  | 1922年2月15日                                                                   | 因華盛頓海軍條約在3月17日停工終止建造，艦名移用至古鷹級重巡洋艦2號艦。          | 因華盛頓海軍條約在3月17日停工終止建造，艦名移用至古鷹級重巡洋艦2號艦。          | 因華盛頓海軍條約在3月17日停工終止建造，艦名移用至古鷹級重巡洋艦2號艦。          |
| 綾瀨 （一说为铃鹿、加茂） | 1922年3月取消計畫，原定艦名移用供古鷹級使用，後因艦級別定名邏輯更換無正式採用。 | 1922年3月取消計畫，原定艦名移用供古鷹級使用，後因艦級別定名邏輯更換無正式採用。 | 1922年3月取消計畫，原定艦名移用供古鷹級使用，後因艦級別定名邏輯更換無正式採用。 | 1922年3月取消計畫，原定艦名移用供古鷹級使用，後因艦級別定名邏輯更換無正式採用。 | 1922年3月取消計畫，原定艦名移用供古鷹級使用，後因艦級別定名邏輯更換無正式採用。 |
| 水無瀨 （一说为木津）     | 因華盛頓海軍條約取消建造                                                        | 因華盛頓海軍條約取消建造                                                        | 因華盛頓海軍條約取消建造                                                        | 因華盛頓海軍條約取消建造                                                        | 因華盛頓海軍條約取消建造                                                        |
| 音無瀨 （一说为名寄）     | 因華盛頓海軍條約取消建造                                                        | 因華盛頓海軍條約取消建造                                                        | 因華盛頓海軍條約取消建造                                                        | 因華盛頓海軍條約取消建造                                                        | 因華盛頓海軍條約取消建造                                                        |
| 未定名                    | 因華盛頓海軍條約取消建造                                                        | 因華盛頓海軍條約取消建造                                                        | 因華盛頓海軍條約取消建造                                                        | 因華盛頓海軍條約取消建造                                                        | 因華盛頓海軍條約取消建造                                                        |

## 關聯項目
輕巡洋艦
1. ↑  劉怡. . 武漢大學出版社. 2010.